# 迈克·华尔兹
迈克尔·乔治·格伦·华尔兹（英語：Michael George Glen Waltz，1974年1月31日—）是美国的一位共和黨籍政治人物，曾任美國國家安全顧問，2019年至2025年間擔任佛羅里達州第六國會選區聯邦眾議員。
2024年11月12日，美國當選總統唐納·川普提名華爾茲在其第二次內閣中擔任國家安全顧問。2025年5月1日，美國總統川普提名華爾茲轉任美國駐聯合國大使。

## 早年生活與教育
華爾茲於1974年1月31日出生於佛羅里達州博因頓比奇，但在傑克遜維爾長大。他在維吉尼亞軍事學院獲得了國際關係學學士學位，並且是美國陸軍少尉。

## 事業
華爾茲是一名榮獲戰鬥勳章的美國陸軍特種部隊隊員，目前仍在美國陸軍國民警衛隊中擔任上校，也是前白宮和五角大樓政策顧問。他是第一位當選眾議院議員的特種部隊成員。
華爾茲曾在五角大廈擔任國防部長唐納德·拉姆斯菲爾德和羅伯特·蓋茨的國防政策總監。他後來在白宮擔任副總統的反恐顧問。華爾茲是《戰士外交官：綠色貝雷帽從華盛頓到阿富汗的戰鬥》的作者。
2010年，華爾茲曾協助創立了分析和培訓公司Metis Solutions。它於2020年11月被太平洋建築師與工程師事務所以9,200萬美元收購。

## 政治生涯

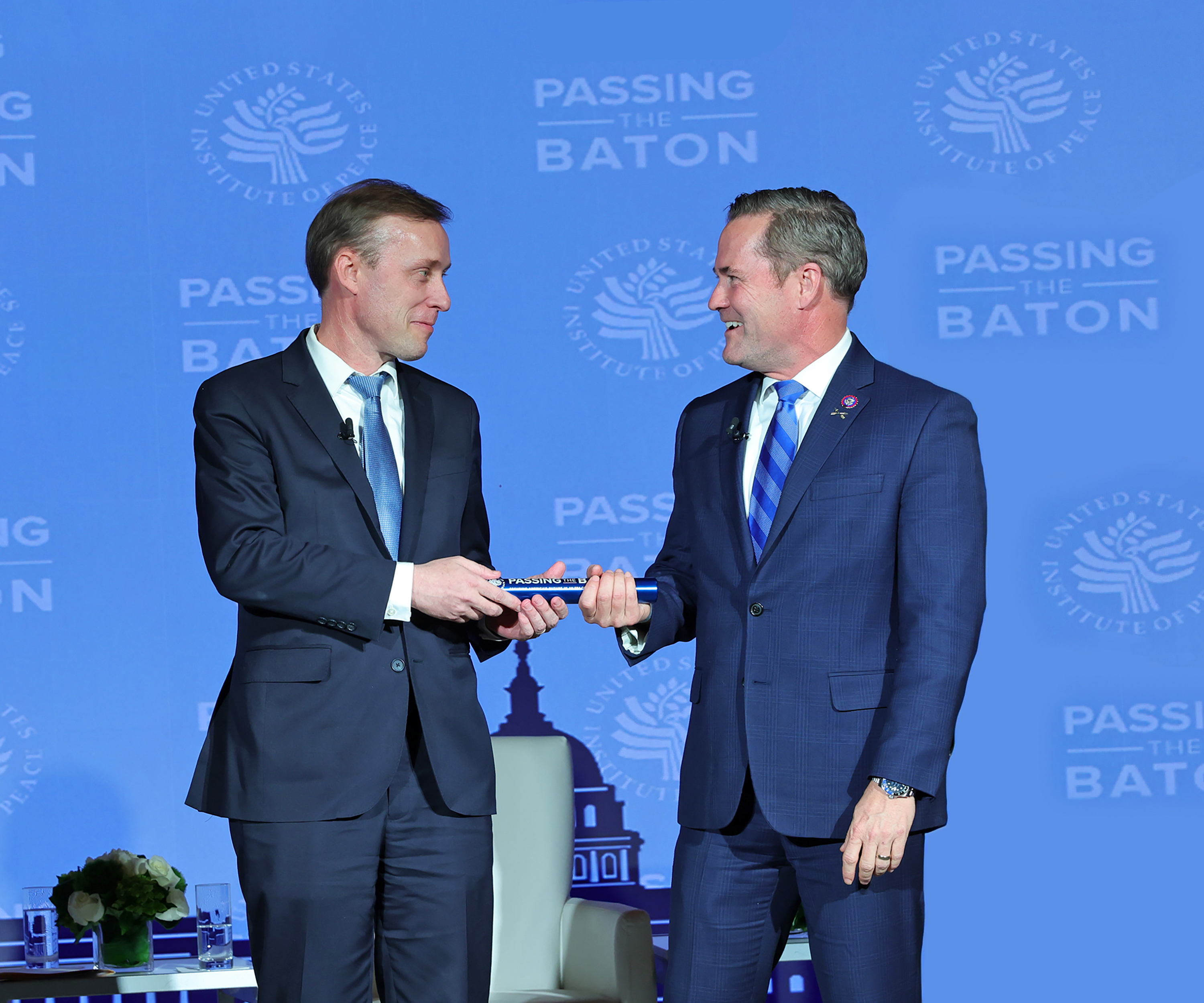
沙利文和華爾茲的國安顧問交接（2025年1月14日）

華爾茲於2018年美國眾議院選舉競選佛羅裡達州第六國會選區，接替共和黨眾議院議員羅恩·德桑蒂斯，後者則在同年當選佛羅裡達州州長。他赢得了共和黨初選，然後在大選中以56.31%的得票率擊敗民主黨候選人、前聯合國代表、前副國家安全顧問南希·索德伯格獲勝。他在2020年美國眾議院選舉連任。
2020年4月，華爾茲作為規劃人員上校加入了美國國民警衛隊的COVID-19疫情應變工作。2020年11月6日，他染上了COVID-19。
2020年12月，華爾茲是簽署了一份支持德克薩斯州訴賓夕法尼亞州案的法庭之友陳述的126名眾議院共和黨議員之一，這是一項向美國最高法院提起的針對2020年美國總統選舉結果的訴訟。最高法院拒絕審理此案，理由是德州缺乏憲法第三條規定的資格來質疑另一個州舉行的選舉結果。此後不久，《奧蘭多前哨報》編輯委員會撤銷了對華爾茲在2020年選舉中的支持。它寫道，「我們當時不知道，也沒有辦法知道，華爾茲並不支持於民主。」
華爾茲與所有其他參議院和眾議院共和黨人一起投票反對2021年美國救援方案法。2021年5月19日，華爾茲投票反對成立1月6日委員會的立法，該委員會旨在調查1月6日国会山骚乱事件。
2024年7月29日，華爾茲被宣布成為調查川普暗殺未遂事件的兩黨特別工作組的七名共和黨成員之一。
2025年3月24日，大西洋雜誌總編輯傑費利·戈德堡報導，他被华尔兹意外加進一個包括JD·萬斯和馬可·魯比奧等美國高官在內的Signal群組。在群組內，皮特·赫格塞斯在空襲前分享了美軍的空襲計劃，因此造成機密資料被洩露。

## 政治立場
2021年12月，華爾茲在Twitter發帖，表示如果總統拜登繼續為了試圖避免惹怒俄羅斯總統普京而扣起對烏克蘭的武器支援，拜登將會冒上重蹈英國前首相張伯倫綏靖主義覆轍的風險。到了2024年，華爾茲表示他的觀點已經演變為較不支持烏克蘭的立場。
華爾茲被認為是美國眾議院對中華人民共和國最鷹派的議員之一，他曾提出「我們正與中國共產黨進行冷戰」的論點。華爾茲曾經公開呼籲美國杯葛2022年北京冬奧和調查中國的新冠疫情責任等針對中共的舉措。2023年中國高空氣球事件發生後，華爾茲認為中共中央總書記習近平想透過間諜氣球向美國發起挑戰，他批評拜登政府應對表現軟弱。華爾茲在2022年到訪台灣，與時任中華民國總統蔡英文會面，他十分重視台灣的戰略地位，認為台灣不但掌握先進半導體元件製造技術，地理位置也處於全球航運要地，並表示中共意圖掌控台灣，最終目標是取代美國成為全球領袖。
2024年5月，華爾茲在X發帖表示他希望加拿大保守黨時任黨魁在2025年加拿大大選打敗時任加拿大自由黨總理杜魯多「將加拿大從進步主義的混亂中救出」。他亦曾在此前幾年批評杜魯多對中國態度軟弱。

## 個人生活
華爾茲有一個十幾歲的女兒，她的妻子朱莉婭·內謝瓦特是一位退伍軍人，曾在小布希、奧巴馬和川普政府任職，最近擔任川普的國土安全顧問。華爾茲和內謝瓦特還有一個孩子，他們一家都住在聖約翰斯縣。

## 外部連結
- 官方网站（英文）
- 迈克·华尔兹的X（前Twitter）
- C-SPAN內的頁面（英文）

| 美國政府职务         | 美國政府职务                         | 美國政府职务  |
| -------------------- | ------------------------------------ | ------------- |
| 前任者： 傑克·沙利文 | 美國總統國家安全事務助理 2025年1月－ | 繼任者： 候任 |